# Il Saggiatore
Il Saggiatore (en toscà) o L'assagista és una obra publicada a Roma per Galileo Galilei, l'octubre del 1623.
És una obra polèmica contra el tractat sobre els cometes del 1618, fet pel pare Orazio Grassi, un matemàtic jesuïta del Collegio Romano. Sobre aquest tema, Grassi, malgrat tot el seu aristotelisme, tenia raó, i Galileo no. Galileo considerava els cometes un miratge en comptes d'objectes reals.

## Grassi
El context de l'assaig era respondre al tractat Libra astronomica ac philosophica del 1619, d'Orazio Grassi, que utilitzava el pseudònim de Lotario Sarsi Sigensano. La disputa entre Galileo i Grassi comença el 1618, quan aquest publica Disputatio astronomica de tribus cometis anni MDCXVIII, en què afirmava que els cometes són cossos celestes. Grassi adopta el sistema ticònic de Tycho Brahe, en què els altres planetes del Sistema solar orbiten al voltant del Sol, que, per la seua banda, orbita al voltant de la Terra. En la Disputatio, Grassi esmenta moltes observacions de Galileo, com la superfície de la Lluna i les fases de Venus, sense dir-ne el nom. Grassi argumenta, a partir de l'aparent absència de paral·laxi observable, que els cometes es mouen a més de la Lluna. Galileo mai va afirmar explícitament que els cometes fossen una il·lusió, però es preguntava si eren reals o una il·lusió òptica.

## Ciències, matemàtica i filosofia
El 1616 Galileo fou silenciat sobre el copernicanisme. El 1623 el seu seguidor i amic, el cardenal Maffeo Barberini, un antic patró del Lincei i oncle del cardenal Franceso Barberini, esdevingué el papa Urbà VIII. L'elecció de Barberini va semblar garantir a Galileo el suport en el més alt nivell de l'Església. Una visita a Roma ho va confirmar.
La pàgina amb el títol de L'assagista mostra el blasó de la família Barberini, amb tres abelles. En aquesta obra, Galileo examina les idees d'astronomia d'un jesuïta, Orazio Grassi, i les troba revisables. El llibre, li'l dedicà al nou papa. La pàgina del títol també mostra que Urbà VIII va contractar un membre del Lincei, Cesarini, com a alt funcionari papal. El llibre fou editat i publicat per membres del Lincei.

Novament Galileo insisteix que la física s'ha d'expressar de manera matemàtica. D'acord amb la pàgina del títol, ell era el filòsof o físic del Gran duc de Toscana, no sols el matemàtic. La física o filosofia natural implica una gamma que va dels processos de generació i creixement (representats per una planta) a l'estructura física de l'univers, representada per la secció del cosmos. La matemàtica, també, se simbolitza amb telescopis i un astrolabi. Aquesta és l'obra que conté la frase més famosa de Galileo: la matemàtica és el llenguatge de Déu. Sols mitjançant la matemàtica es pot arribar a la veritat en la física. Els que bandegen la matemàtica es perden en un laberint fosc. En el llibreː
| « | La filosofia [i. e., la física] està escrita en aquest gran llibre que contínuament se'ns obri davant els ulls (és a dir, l'univers), que no es pot comprendre abans d'entendre la llengua i els caràcters amb què és escrit. És escrit en llengua matemàtica, els caràcters en són triangles, circumferències i altres figures geomètriques, i sense aquests mitjans és impossible entendre'n humanament les paraules; sense aquests, errem perduts en un laberint fosc. | » |

Malgrat que aquesta obra conté una magnífica polèmica a favor de la física matemàtica, irònicament el seu punt principal va servir per a ridiculitzar un astrònom matemàtic. Aquesta vegada, el blanc de la ironia i sarcasme de Galileo era la teoria sobre els cometes d'un jesuïta, Orazio Grassi, que al·legava a partir de la paral·laxi que els cometes es movien, a més de la Lluna. Galileo considerava erròniament que els cometes eren una il·lusió d'òptica.
El to polèmic de Galileo va segellar l'oposició de l'orde dels Jesuïtes contra ell. Tanmateix, el llibre va ser llegit amb plaer a la taula d'Urbà VIII, que va escriure un poema elogiant la retòrica de Galileo. Un oficial, Giovanni di Guevara, va dir que L'assagista estava lliure de qualsevol heterodòxia.
També en el llibre, Galileo teoritza que sentits com ara l'olfacte i el paladar són possibilitats per a l'alliberament de minúscules partícules de les seues substàncies, la qual cosa és certa, però es va comprovar més tard.